# Guitar Hero: Metallica
Guitar Hero: Metallica – komputerowa gra muzyczna wydana przez Neversoft i Activision. Jej premiera odbyła się w Ameryce Północnej 29 marca 2009 roku na konsole PlayStation 3, Wii i Xbox 360, natomiast na PlayStation 2 14 kwietnia 2009 roku. Guitar Hero: Metallica jest szóstą częścią serii gier komputerowych Guitar Hero, w której gracz wciela się w gitarzystę grupy metalowej. Gra jest poświęcona grupie muzycznej Metallica.

## Lista utworów z gry
Źródło:
| Rok wydania | Tytuł utworu                    | Album                               | Zespół                               | Lokacja w grze          | Możliwość eksportu do GH5, BH i GH:WoR |
| ----------- | ------------------------------- | ----------------------------------- | ------------------------------------ | ----------------------- | -------------------------------------- |
| 1980        | "Ace of Spades"                 | Ace of Spades                       | Motörhead                            | 5. Damaged Justice Tour | T                                      |
| 1994        | "Albatross"                     | Deliverance                         | Corrosion of Conformity              | 4. Hammersmith Apollo   | T                                      |
| 2008        | "All Nightmare Long"            | Death Magnetic                      | Metallica                            | 5. Damaged Justice Tour | T                                      |
| 1980        | "Am I Evil?"                    | Lightning to the Nations            | Diamond Head                         | 6. The Meadowlands      | T                                      |
| 1980        | "Armed and Ready"               | The Michael Schenker Group          | Michael Schenker Group               | 4. Hammersmith Apollo   | N                                      |
| 1986        | "Battery"                       | Master of Puppets                   | Metallica                            | 6. The Meadowlands      | T                                      |
| 2007        | "Beautiful Mourning"            | The Blackening                      | Machine Head                         | 7. Donington Park       | T                                      |
| 2004        | "Blood and Thunder"             | Leviathan                           | Mastodon                             | 6. The Meadowlands      | T                                      |
| 2008        | "Broken, Beat & Scarred"        | Death Magnetic                      | Metallica                            | 9. The Stone Nightclub  | T                                      |
| 1984        | "Creeping Death"                | Ride the Lightning                  | Metallica                            | 6. The Meadowlands      | T                                      |
| 2008        | "Cyanide"                       | Death Magnetic                      | Metallica                            | 9. The Stone Nightclub  | T                                      |
| 1994        | "Demon Cleaner"                 | Welcome to Sky Valley               | Kyuss                                | 2. Tushino Air Field    | T                                      |
| 1986        | "Disposable Heroes"             | Master of Puppets                   | Metallica                            | 7. Donington Park       | T                                      |
| 1988        | "Dyers Eve"                     | …And Justice for All                | Metallica                            | 7. Donington Park       | T                                      |
| 1991        | "Enter Sandman"                 | Metallica                           | Metallica                            | 3. Metallica at Tushino | T                                      |
| 1983        | "Evil"                          | Melissa                             | Mercyful Fate                        | 7. Donington Park       | T                                      |
| 1984        | "Fade to Black"                 | Ride the Lightning                  | Metallica                            | 4. Hammersmith Apollo   | T                                      |
| 1984        | "Fight Fire with Fire"          | Ride the Lightning                  | Metallica                            | 7. Donington Park       | T                                      |
| 1984        | "For Whom the Bell Tolls"       | Ride the Lightning                  | Metallica                            | 1. The Forum            | T                                      |
| 2003        | "Frantic"                       | St. Anger                           | Metallica                            | 5. Damaged Justice Tour | T                                      |
| 1997        | "Fuel"                          | ReLoad                              | Metallica                            | 5. Damaged Justice Tour | T                                      |
| 1978        | "Hell Bent for Leather"         | Killing Machine                     | Judas Priest                         | 5. Damaged Justice Tour | T                                      |
| 1983        | "Hit the Lights"                | Kill ’Em All                        | Metallica                            | 5. Damaged Justice Tour | T                                      |
| 1996        | "King Nothing"                  | Load                                | Metallica                            | 6. The Meadowlands      | T                                      |
| 1986        | "Master of Puppets"             | Master of Puppets                   | Metallica                            | 6. The Meadowlands      | T                                      |
| 1998        | "Mercyful Fate"                 | Garage Inc.                         | Metallica                            | 6. The Meadowlands      | T                                      |
| 1983        | "Mommy’s Little Monster" (Live) | Mommy’s Little Monster              | Social Distortion                    | 5. Damaged Justice Tour | T                                      |
| 1986        | "Mother of Mercy"               | Samhain III: November-Coming-Fire   | Samhain                              | 2. Tushino Air Field    | T                                      |
| 2008        | "My Apocalypse"                 | Death Magnetic                      | Metallica                            | 9. The Stone Nightclub  | T                                      |
| 1994        | "No Excuses"                    | Jar of Flies                        | Alice in Chains                      | 2. Tushino Air Field    | T                                      |
| 1999        | "No Leaf Clover"                | S&M                                 | Metallica                            | 3. Metallica at Tushino | T                                      |
| 1991        | "Nothing Else Matters"          | Metallica                           | Metallica                            | 3. Metallica at Tushino | T                                      |
| 1988        | "One"                           | …And Justice for All                | Metallica                            | 5. Damaged Justice Tour | T                                      |
| 1986        | "Orion"                         | Master of Puppets                   | Metallica                            | 4. Hammersmith Apollo   | T                                      |
| 1991        | "Sad but True"                  | Metallica                           | Metallica                            | 3. Metallica at Tushino | T                                      |
| 1983        | "Seek & Destroy"                | Kill ’Em All                        | Metallica                            | 6. The Meadowlands      | T                                      |
| 1999        | "Stacked Actors"                | There Is Nothing Left to Lose       | Foo Fighters                         | 4. Hammersmith Apollo   | N                                      |
| 1974        | "Stone Cold Crazy"              | Sheer Heart Attack                  | Queen                                | 6. The Meadowlands      | T                                      |
| 2008        | "The Black River"               | Gods of the Earth                   | The Sword                            | 5. Damaged Justice Tour | T                                      |
| 1976        | "The Boys Are Back in Town"     | Jailbreak                           | Thin Lizzy                           | 4. Hammersmith Apollo   | T                                      |
| 1997        | "The Memory Remains"            | ReLoad                              | Metallica                            | 4. Hammersmith Apollo   | T                                      |
| 1988        | "The Shortest Straw"            | …And Justice for All                | Metallica                            | 7. Donington Park       | T                                      |
| 1986        | "The Thing That Should Not Be"  | Master of Puppets                   | Metallica                            | 8. The Ice Cave         | T                                      |
| 1991        | "The Unforgiven"                | Metallica                           | Metallica                            | 1. The Forum            | T                                      |
| 2001        | "Toxicity"                      | Toxicity                            | System of a Down                     | 4. Hammersmith Apollo   | T                                      |
| 1973        | "Tuesday’s Gone"                | (Pronounced ’Lĕh-’nérd ’Skin-’nérd) | Lynyrd Skynyrd                       | 2. Tushino Air Field    | T                                      |
| 1976        | "Turn the Page" (Live)          | Live Bullet                         | Bob Seger and the Silver Bullet Band | 2. Tushino Air Field    | T                                      |
| 1990        | "War Ensemble"                  | Seasons in the Abyss                | Slayer                               | 7. Donington Park       | N                                      |
| 1987        | "War Inside My Head"            | Join the Army                       | Suicidal Tendencies                  | 5. Damaged Justice Tour | T                                      |
| 1986        | "Welcome Home (Sanitarium)"     | Master of Puppets                   | Metallica                            | 4. Hammersmith Apollo   | T                                      |
| 1991        | "Wherever I May Roam"           | Metallica                           | Metallica                            | 4. Hammersmith Apollo   | T                                      |
| 1983        | "Whiplash"                      | Kill ’Em All                        | Metallica                            | 7. Donington Park       | T                                      |